# Piranha
「Piranha」（ピラニア）は、韓国のダンスボーカルグループ、天上智喜の5枚目のシングル。

## 解説
- DVD付初回限定盤がある。
- 初回限定盤は現在は入手困難。
- グループ過去最高売り上げを記録し、天上智喜 名義のシングルでは最高売り上げ。
- 以前とは異なり、DVDにはメイキング映像が収録されずに、music videoのみの収録、メンバーフィーチャリング曲も収録されていない。
- DVD 5min／4:3

## 収録

### CD
1. Piranha
2. My Everything
3. Just For One Day(天上智喜 feat.JEJUNG from 東方神起)
4. Piranha(instrumental)
5. Just For One Day(instrumental with JEJUNG)
6. Just For One Day(instrumental with 天上智喜)

### DVD
1. Piranha(music video)